# سیارک ۲۴۹۸
سیارک ۲۴۹۸ (به انگلیسی: 2498 Tsesevich، نامگذاری:1977QM3) دو هزار و چهارصد و نود و هشتمین سیارک کشف شده‌است که در ۲۳ اوت ۱۹۷۷ کشف شد.
قدر مطلق سیارک برابر ۱۲٫۰۰ است.